# ECos
eCos (embedded Configurable operating system) est un système d'exploitation temps réel. Il permet de réaliser des applications temps réel. Il est implémenté en C/C++ et contient des couches logiciels et API pour être compatible avec POSIX et TRON .
Il permet de développer des programmes dans lesquels le temps de réponse et la réactivité sont des contraintes fortes (dit temps réel dur).

## Architecture
La caractéristique de ce système d'exploitation est d'être entièrement configurable par l'utilisateur à l'aide de "packages". L'utilisateur peut choisir, par exemple, d'embarquer (ou non) le package "scheduler" qui autorise l'utilisation de tâches (threads) et donc de rendre le système multitâche.
Cette caractéristique permet de créer des systèmes d'exploitation souples et peu gourmands vis-à-vis des ressources matérielles (hardware) ce qui rend eCos particulièrement adapté aux équipements embarqués où la puissance CPU et/ou la taille mémoire (RAM) disponibles sont souvent limitées.

## Historique
eCos a initialement été développé par la société Cygnus Solutions, rachetée ensuite par Red Hat. Début 2002, Red Hat a cessé le développement de eCos et licencié les personnes travaillant sur le projet. De nombreux membres de l'équipe ont continué à développer eCos et certains ont formé la société eCosCentric fournissant du service autour du système. En janvier 2004, à la demande des développeurs de eCos, Red Hat a décidé de transférer ses droits d'auteur eCos à la Free Software Foundation.
Le transfert a été exécuté en octobre 2005 et mis en application en mai 2008.

## eCosPro
eCosCentric, détentrice de la marque 'eCos', édite également eCosPro, version payante d'eCos (les fichiers sources sont cependant fournis à l'acheteur). eCosPro fait l'objet de tests particuliers de la part de son fournisseur, comme ce dernier offre divers niveaux payants d'assistance technique.